# Claudius (maire du palais)
Pour les articles homonymes, voir Claudius.
Claudius est un maire du palais du Bourgogne de 607 à 610.
Il succède à Protade vers 607. Comme son nom l'indique, il est d'origine romaine. Selon Frédégaire, il était un homme intelligent et énergique avec beaucoup d'amis. 
Vers 591, un Claudius est cité comme "cancellarius regalis" sous Childebert II, roi d'Austrasie de 575 à 596. Peut-être s'agit-il de la même personne.

## Source primaire
« 
La onzième année du règne de Théodoric, Claude fut nommé maire du palais. Il était romain d’origine, homme prudent, enjoué dans ses récits, ferme en toutes choses, patient, sage dans le conseil, versé dans l’étude des lettres, rempli de fidélité, et faisant amitié avec tout le monde. Averti par l’exemple de ses prédécesseurs, il se montra, dans ce rang, doux et patient. Il n’avait que l’embarras d’un excessif embonpoint. »
— Frédégaire, Chronique